# جون كريستي (لاعب كرة قدم)
جون كريستي (بالإنجليزية: John Christie)‏ (26 سبتمبر 1929 في المملكة المتحدة - 9 مارس 2014 بهامبشير في المملكة المتحدة) هو لاعب كرة قدم بريطاني في مركز حراسة المرمى. لعب مع نادي بيرتن ألبيون ونادي ساوثهامبتون ونادي والسول وإنفيرنس ثيسل ‏ ورجبي تاون ونادي آير يونايتد.

## وصلات خارجية
- جون كريستي على موقع قاعدة بيانات كرة القدم.إي يو (الإنجليزية)